# Calyx nicaeensis
Calyx nicaeensis är en svampdjursart som först beskrevs av Risso 1826.  Calyx nicaeensis ingår i släktet Calyx och familjen Phloeodictyidae. Inga underarter finns listade i Catalogue of Life.